# Lepiej być piękną i bogatą
Lepiej być piękną i bogatą – polska komedia z 1993. Film w reżyserii Filipa Bajona.

## Opis fabuły
W łódzkiej przędzalni trwa strajk. Wśród protestujących wyróżnia się Dorota Waltz, wnuczka założyciela i właściciela fabryki. Wkrótce z Francji przyjeżdża prawnik, który na mocy testamentu czyni Dorotę wyłączną właścicielką przedsiębiorstwa. Ponieważ Dorocie nie brakuje tupetu i sprytu, szybko odnajduje się w roli kobiety interesu. Postanawia za wszelką cenę uratować zakład przed bankructwem. Pomaga jej w tym mecenas, ale nie bezinteresownie. Pragnie bowiem przejąć majątek dziewczyny i połączyć go z firmą odzieżową żony we Francji.

## Obsada aktorska
- Adrianna Biedrzyńska – Dorota Waltz
- Daniel Olbrychski – mecenas
- Marek Kondrat – Moniak, wicedyrektor fabryki
- Ryszard Pietruski – dyrektor fabryki
- Aleksander Bielawski – Edmund Edmontowicz
- Anna Prucnal – żona mecenasa
- Maria Chwalibóg – Maria Waltz, matka Doroty
- Dorota Pomykała – Olga
- Bronisław Pawlik – portier
- Cezary Pazura – strażak
- Ewa Frąckiewicz – starsza pani w Paryżu
- Wiesława Grochowska
- Galina Makarowa – matka Edmontowicza

## Plenery
- główny plener, filmowa fabryka, to Fabryka Nici „Ariadna” przy ul. Niciarnianej 2/6; jedyna w chwili obecnej (2014) XIX-wieczna fabryka w Łodzi, funkcjonująca cały czas w tym samym miejscu (do dziś na wieży – klatka schodowa – zachował się fragment dekoracji filmowej w postaci nieco już uszkodzonych liter KW, będących inicjałami filmowego właściciela fabryki)
- hotel Grand w Łodzi przy ul. Piotrkowskiej 72.